# Melhor Jogador do Campeonato Gaúcho de Futebol
Esta é uma lista de jogadores que venceram o prêmio de Melhor Jogador do Campeonato Gaúcho de Futebol. A premiação é organizada pela FGF e RBS TV em parceria com o Campeonato Gaúcho. O último jogador a receber o prêmio foi Diego Costa do Grêmio em 2024.

## Vencedores
| Ano  | Jogador        | Equipe        |
| ---- | -------------- | ------------- |
| 2007 | Carlos Eduardo | Grêmio        |
| 2008 | Alex           | Internacional |
| 2009 | Taison         | Internacional |
| 2010 | Marcelo Costa  | Caxias        |
| 2011 | Leandro Damião | Internacional |
| 2012 | Dátolo         | Internacional |
| 2013 | D'Alessandro   | Internacional |
| 2014 | Aránguiz       | Internacional |
| 2015 | Valdívia       | Internacional |
| 2016 | Andrigo        | Internacional |
| 2017 | Matheus        | Novo Hamburgo |
| 2018 | Éverton        | Grêmio        |
| 2019 | Nicolás López  | Internacional |
| 2020 | Éverton        | Grêmio        |
| 2021 | Diego Souza    | Grêmio        |
| 2022 | Bitello        | Grêmio        |
| 2023 | Bitello        | Grêmio        |
| 2024 | Diego Costa*   | Grêmio        |
| 2025 | Alan Patrick   | Internacional |

- * - Em 2024 a artilharia do Gauchão foi compartilhada entre Diego Costa e Cristaldo, ambos jogadores do Grêmio, Diego Costa foi eleito o artilheiro por ter jogado menos partidas.

- Em Negrito, os jogadores que foram artilheiros do campeonato gaúcho no ano em questão.